# Linyola (kommunhuvudort)
Linyola är en kommunhuvudort i Spanien.   Den ligger i provinsen Província de Lleida och regionen Katalonien, i den östra delen av landet, 400 km öster om huvudstaden Madrid. Linyola ligger 229 meter över havet och antalet invånare är 2 587.
Terrängen runt Linyola är platt. Runt Linyola är det ganska glesbefolkat, med 48 invånare per kvadratkilometer. Närmaste större samhälle är Mollerussa, 7,5 km söder om Linyola. Trakten runt Linyola består till största delen av jordbruksmark.